# 37-мм пушка Максима
37-миллиметровая автоматическая пушка — первая в мире автоматическая пушка, разработанная в 1880-е годы Хайремом Максимом на базе пулемёта Максима. В 1900 году была принята на вооружение Британской армией как однофунтовое скорострельное орудие (англ. 1 pounder quick-fire gun). За характерный звук перезарядки получила прозвище «пом-пом» (pom-pom), как и последующие орудия QF 2 pounder Mark II и Mark VIII.
Использовалось как пехотное орудие и для противовоздушной обороны в испано-американской, второй англо-бурской и Первой мировой войнах.

## История

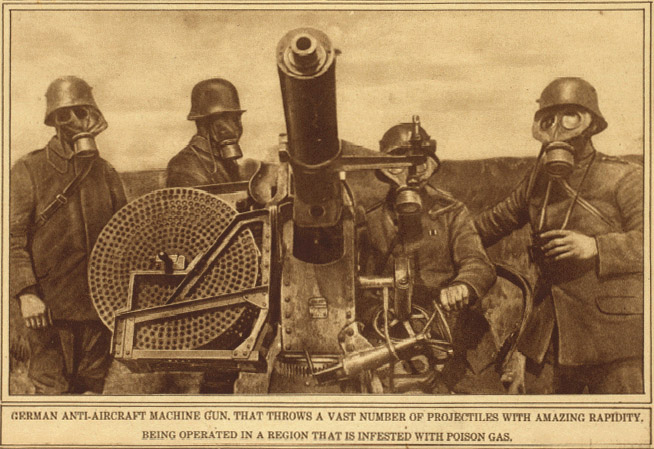
Немецкий расчёт зенитной скорострельной автоматической 37-мм пушки Хайрема Максима в противогазах, Первая мировая война

Орудие разработано в конце 1880-х гг. как увеличенная версия пулемёта Максима. Водяное охлаждение ствола. Ленточное питание по 25 выстрелов. Производилось немецкой компанией «Maxim Nordenfelt» и после поглощения последней в 1897 году «Виккерсом».
Первоначально отвергнутые британским правительством орудия германского производства были закуплены Южно-Африканской Республикой (Трансвааль). Во время второй англо-бурской войны пушки срочно закупают и британцы.
Во время мировой войны однофунтовые автоматические пушки использовались в основном лишь для местной противовоздушной обороны, их огонь не мог повредить высоко идущим цеппелинам. Первый аэроплан был сбит 75 выстрелами батареи ПВО 23 сентября 1914 года во Франции.
Орудие устанавливалось на экспериментальный прототип истребителя Vickers E.F.B.7 1915 года.
На британской службе заменено полутора- и двухфунтовыми орудиями QF 2 pounder Mark II.